# تمثال افيتيك اساهاكيان
تمثال افيتيك إساهاكيان هو تمثال تم تثبيته أمام مسرح غيومري في غيومري في أرمينيا منذ عام 1975 يجسد الشاعر أفيتيك إساهاكيان جالسا، وهو من تصميم وصنع النحات نيكولاي نيكوجوسيان والمهندس المعماري جيم توروسيان.

## معرض الصور

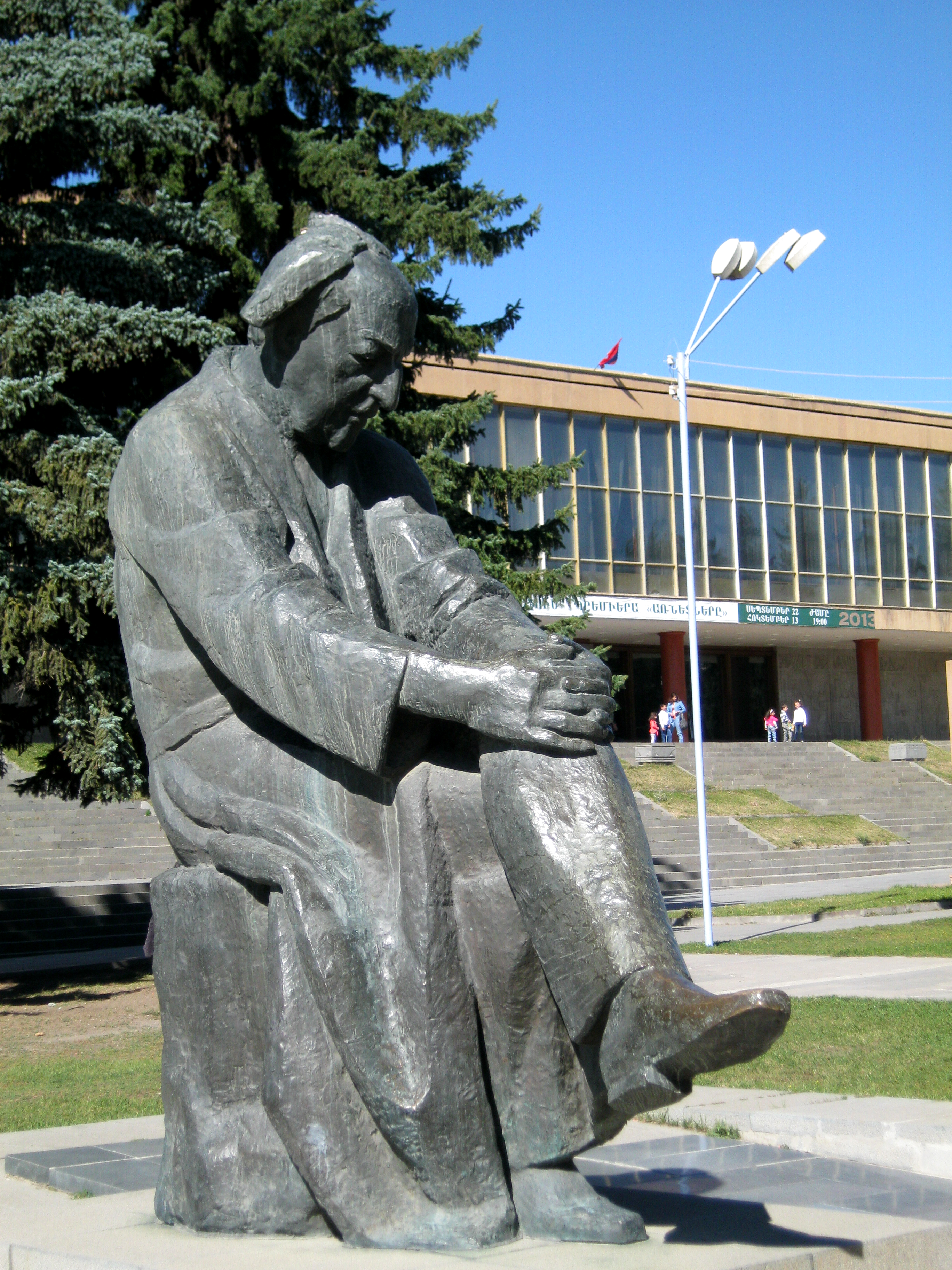
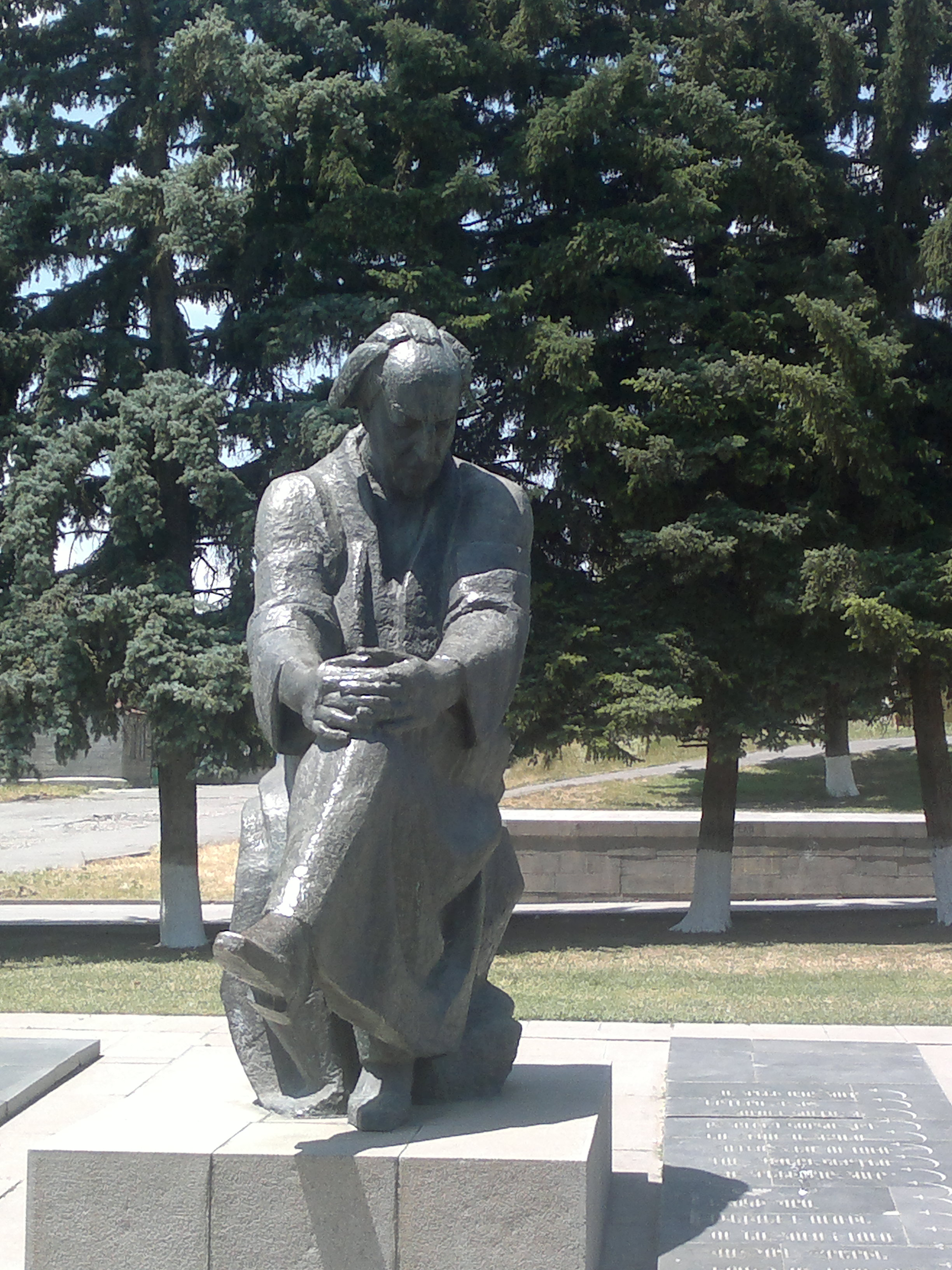